# Mimela bicolor
Mimela bicolor – gatunek chrząszcza z rodziny poświętnikowatych, podrodziny rutelowatych i plemienia Anomalini.

## Taksonomia
Gatunek ten został opisany w 1835 roku przez Fredericka Williama Hope'a.

## Opis
Ciało długości od 12 do 14 mm i szerokości od 8 do 9 mm, krótkie, jajowate w obrysie, bardzo gładkie i błyszczące, prawie bezwłose. Ubarwienie zmienne. Wierzch ciała i pygidium różowawożółte lub czerwone z głową i bokami przedplecza jaskrawo metalicznie czerwonymi, a krawędzią nadustka zieloną. Spód ciała, z wyjątkiem przedtułowia oraz odnóża mogą być całe zielonkawe lub niebieskawo czarne bądź, rzadziej, jasne z wyjątkiem środka zapiersia, nasady odwłoka i stóp. Nadustek szeroki, punktowany grubo, głowa zaś skąpo. Przedplecze bardzo krótkie, o przednich kątach ostrych. Punktowanie przedplecza, tarczki i pokryw bardzo delikatne, a pygidium skąpe. Na pokrywach punktu układają się w podłużne rzędy, a ponadto nieregularnie występują na międzyrzędie pomiędzy rzędami pierwszym i drugim. Śródpiersie bez wyrostka, lecz z ostrym, drobnym guzkiem z przodu. Zapiersie bokami szaro omszone.

## Rozprzestrzenienie
Chrząszcz orientalny, znany z indyjskich stanów Bengal Zachodni (Pedong), Sikkim i Asam.